# I Wildenstein
I Wildenstein (Reiterhof Wildenstein; titolo alternativo: Die Pferde von Wildenstein) è una serie televisiva tedesca prodotta da Neue Bioskop Film e trasmessa dal 2019 al 2021 sull'emittente ARD 1 (Das Erste). Interpreti principali sono Klara Deutschmann, Ulli Meier, Michaela May e Shenja Lacher.
La serie si compone di 6 episodi in formato di film TV.: il primo episodio, intitolato Die Pferdeflüsterin, venne trasmesso in prima visione in Germania il 10 maggio 2019, mentre l'ultimo, intitolatoSprung ins Leben, venne trasmesso in prima visione il 2 giugno 2021. In Italia, i sei episodi della serie sono stati trasmessi in prima visione su Raidue dal 10 al 24 luglio 2023.

## Trama
Una giovane tedesca, Rike Wildenstein, che da 13 anni aveva chiuso i ponti con la propria famiglia e che ora vive assieme al fidanzato in Arizona, dove ha aperto un allevamento di cavalli, fa ritorno nel suo Paese di origine dopo la morte del padre.  In Germania, dove deve fare i conti con le difficoltà economiche della sua famiglia, si propone di tentare il tutto per tutto per salvare dalla chiusura l'allevamento di cavalli.

## Episodi
| Nr | Titolo originale        | Titolo italiano         | Prima TV Germania | Prima TV Italia |
| -- | ----------------------- | ----------------------- | ----------------- | --------------- |
| 1  | Die Pferdeflüsterin     | Il ritorno              | 10 maggio 2019    | 10 luglio 2023  |
| 2  | Kampf um Jacomo         | Tempo di verità         | 17 maggio 2019    | 10 luglio 2023  |
| 3  | Neuanfang               | La forza del perdono    | 15 ottobre 2020   | 17 luglio 2023  |
| 4  | Der Junge und das Pferd | Il bambino e il cavallo | 21 ottobre 2020   | 17 luglio 2023  |
| 5  | Jacomo un der Wolf      | Jacomo e il lupo        | 26 maggio 2021    | 24 luglio 2023  |
| 6  | Sprung ins Leben        | Tuffarsi nella vita     | 2 giugno 2021     | 24 luglio 2023  |

## Personaggi e interpreti
- Rike Wildenstein, interpretata da Klara Deutschmann e doppiata da Giulia Francechetti.
- Elsa Wildenstein, interpretata da Ulli Maier e doppiata da Laura Boccanera
- Michi Wildesnstein, interpretata da Michaela May e doppiata da Barbara Castracane (ep-3-6)[3][4]
- Ferdinand Wildenstein, interpretato da Shenja Lacher e doppiato da Daniele Raffaeli (ep 1-4)[3][4]

## Produzione
La serie è stata girata nel distretto dell'Alta Baviera, tra il capoluogo Monaco di Baviera, Starnberg. Weilheim e zone limitrofe.

## Ascolti

### Germania
In Germania, l'episodio che ha totalizzato il maggior numero di ascolti è stato il primo, seguito da 4,27 milioni di telespettatori, con uno share del 14,4%.